# Mistrovství Evropy v judu 1986
Mistrovství Evropy mužů se konalo v Bělehradě, Jugoslávie a Mistrovství Evropy žen se konalo v Londýně ve Spojeném království v květnu 1986.

## Výsledky
Muži
| Kategorie | Zlato                     | Stříbro               | Bronz                     | Bronz                    |
| --------- | ------------------------- | --------------------- | ------------------------- | ------------------------ |
| -60 kg    | József Csák (HUN)         | Peter Jupke (FRG)     | Patrick Roux (FRA)        | Chazret Tleceri (URS)RUS |
| -65 kg    | Jurij Sokolov (URS)RUS    | Joachim Brenner (FRG) | Janusz Pawłowski (POL)    | Marc Alexandre (FRA)     |
| -71 kg    | Bertalan Hajtós (HUN)     | Kerrith Brown (GBR)   | Wiesław Błach (POL)       | Ezio Gamba (ITA)         |
| -78 kg    | Frank Wieneke (FRG)       | Marcel Pietri (FRA)   | Waldemar Legień (POL)     | Ramon Pink (GDR)         |
| -86 kg    | Peter Seisenbacher (AUT)  | Ben Spijkers (NED)    | Fabien Canu (FRA)         | János Gyáni (HUN)        |
| -95 kg    | Robert Van de Walle (BEL) | Roger Vachon (FRA)    | Jerzy Kolanowski (POL)    | Jiří Sosna (TCH)         |
| +95 kg    | Willy Wilhelm (NED)       | Henry Stöhr (GDR)     | Grigorij Veričev (URS)RUS | Clemens Jehle (SUI)      |

Ženy
| Kategorie | Zlato                       | Stříbro                      | Bronz                        | Bronz                       |
| --------- | --------------------------- | ---------------------------- | ---------------------------- | --------------------------- |
| -48 kg    | Karen Briggsová (GBR)       | Dolores Veguillasová (ESP)   | Anita van der Pasová (NED)   | Fabienne Boffinová (FRA)    |
| -52 kg    | Dominique Brunová (FRA)     | Edith Hrovatová (AUT)        | Loretta Doyleová (GBR)       | Joanna Majdanová (POL)      |
| -56 kg    | Béatrice Rodriguezová (FRA) | Domenica Soraciová (ITA)     | Ann Hughesová (GBR)          | Maria Gontowiczová (POL)    |
| -61 kg    | Diane Bellová (GBR)         | Ann De Brabandereová (BEL)   | Gabi Ritschelová (FRG)       | Céline Géraudová (FRA)      |
| -66 kg    | Brigitte Deydierová (FRA)   | Alexandra Schreiberová (FRG) | Cristina Fiorentiniová (ITA) | Elisabeth Karlssonová (SWE) |
| -72 kg    | Irene de Koková (NED)       | Barbara Claßenová (FRG)      | Ingrid Berghmansová (BEL)    | Laëtitia Meignanová (FRA)   |
| +72 kg    | Beata Maksymowová (POL)     | Sandra Bradshawová (GBR)     | Isabelle Paqueová (FRA)      | Regina Sigmundová (FRG)     |